# Botryosphaeria dothidea
Botryosphaeria dothidea är en svampart som först beskrevs av Jean Baptiste Mougeot, och fick sitt nu gällande namn av Ces. & De Not. 1863. Botryosphaeria dothidea ingår i släktet Botryosphaeria och familjen Botryosphaeriaceae.  Arten är reproducerande i Sverige. Inga underarter finns listade i Catalogue of Life.